# Eric Williams
Eric Eustacio Williams (Porto de Espanha, 25 de setembro de 1911 - 29 de março de 1981) foi um historiador e estadista de Trindade e Tobago. Ele foi primeiro-ministro de 1956 até à data da sua morte.
Em paralelo à sua atividade política, Williams também escreveu o livro The Father of the Nation, um importante trabalho histórico sobre o Caribe. Em particular, ele desenvolveu uma polêmica tese destinada a ligar a ascensão da Grã-Bretanha à primeira revolução industrial e aos lucros do comércio triangular ao estabelecer um nexo causal entre esses dois fenômenos. Este foi o tema de sua obra seminalCapitalismo e a escravidão, publicada pela primeira vez em 1944, com grande impacto na historiografia sobre aescravidão.Ao lado de Os Jacobinos Negros, publicado em 1938, por C. L. R. James, o livro de Williams é um dos trabalhos pioneiros da historiografia anti-imperialista.

## Obras
- Capitalismo e escravidão. Traduzido por Denise Bottmann. São Paulo: Companhia das Letras. 2012
- The Negro in the Caribbean (em inglês). Washington D.C.: Associates in Negro Folk Education. 1942
- Capitalism & slavery (em inglês). Chapel Hill: Univ. of North Carolina Press. 1944
- Education in the British West Indies (em inglês). Port-of-Spain: Printed by Guardian Commercial Printery. 1950
- Constitution reform in Trinidad and Tobago (em inglês). Port-of-Spain: [s.n.] 1955
- The case for party politics in Trinidad and Tobago (em inglês). Port-of-Spain: Printed by the College Press. 1955
- The historical background of race relations in the Caribbean (em inglês). Port-of-Spain: [s.n.] 1955
- History of the people of Trinidad & Tobago (em inglês). Port-of-Spain: Printed by PNM Pub. Co. 1962
- British historians and the West Indies (em inglês). Port-of-Spain: Printed by PNM Pub. Co. 1964
- Inward hunger (em inglês). London: Deutsch. 1969. ISBN 978-0-233-96055-5
- From Columbus to Castro (em inglês). London: Deutsch. 1970. ISBN 978-0-233-96163-7